# Chiari di luna (album)
Chiari di luna è il secondo album del cantautore italiano Renzo Zenobi, pubblicato dall'etichetta discografica RCA nel 1976.

## Descrizione
I brani sono interamente composti dall'interprete.
Collabora ai brani il cantautore Ron suonando il pianoforte e le tastiere. Francesco De Gregori ha disegnato la copertina dell'album.
Dal disco viene tratto il singolo E sei di nuovo solo/La musica..

## Tracce
Lato A
1. Irma
2. Fine dei sogni
3. Un giorno come tanti altri
4. Strano uomo Michele

Lato B
1. E sei di nuovo solo
2. Felci sudate
3. Ascendente in cancro
4. La musica

## Formazione
- Ron - tastiere, pianoforte